# Anolis magnaphallus
Espèce
Synonymes
- Norops magnaphallus (Poe & Ibánez, 2007)

Anolis magnaphallus est une espèce de sauriens de la famille des Dactyloidae. 

## Répartition
Cette espèce est endémique du Panamá.

## Publication originale
- Poe & Ibáñez, 2007 : A New Species of Anolis Lizard from the Cordillera De Talamanca of Western Panama. Journal of Herpetology, vol. 41, no 2, p. 263–270.